# Dylan Groenewegen
Dylan Groenewegen   (Amsterdam, 21 de juny de 1993) és un ciclista neerlandès, professional des del 2012. Actualment corre a l'equip Team Jayco AlUla.
Ha guanyat cinc etapes al Tour de França, a més d'una contrarellotge per equips. També ha sigut campió nacional en ruta, de cinc etapes al Tour de Noruega, cinc més al Tour de Bretanya i tres a la París-Niça.
Va començar a destacar en el pilot internacional amb victòries a l'Arnhem Veenendaal Classic de 2015 i a una etapa de la Volta a la Comunitat Valenciana de 2016.
Durant la primera etapa de la Volta a Polònia del 2020 va provocar un greu accident en la disputa de l'esprint final quan va empènyer Fabio Jakobsen contra les tanques, provocant la caiguda de nombrosos ciclistes. Jakobsen en fou el més afectat, ja que va patir ferides molt importants que posaren en risc la seva vida. Groenewegen va ser desqualificat de la cursa i, posteriorment, sancionat per l'UCI amb nou mesos sense poder competir.

## Palmarès
- 2011
  - Vencedor d'una etapa als Tres dies d'Axel
- 2012
  - 1r a la Parel van de Veluwe
  - Vencedor d'una etapa a la Volta a Lleó i 1r de la classificació per punts
- 2013
  - 1r a la Ronde van Noord-Holland
- 2014
  - 1r al Tour de Flandes sub-23
  - 1r a la Volta a Düren
  - 1r a l'Omloop van de Glazen Stad
  - Vencedor d'una etapa al Tour de Normandia i vencedor d'una etapa
- 2015
  - 1r a l'Arnhem Veenendaal Classic
  - 1r a la Brussels Cycling Classic
- 2016
  -  Campió dels Països Baixos en ruta
  - 1r a la Fletxa de Heist
  - 1r a la Volta a Colònia
  - 1r a l'Arnhem Veenendaal Classic
  - 1r a l'Eurométropole Tour
  - Vencedor d'una etapa a la Volta a la Comunitat Valenciana
  - Vencedor d'una etapa als Tres dies de Flandes Occidental
  - Vencedor d'una etapa als Tour de Yorkshire
  - Vencedor d'una etapa al Ster ZLM Toer
  - Vencedor d'una etapa a la Volta a la Gran Bretanya
  - Vencedor d'una etapa a l'Eneco Tour
- 2017
  - Vencedor d'una etapa al Tour de França
  - Vencedor d'una etapa al Tour de Yorkshire
  - Vencedor de 2 etapes a la Volta a Noruega
  - Vencedor de 2 etapes al Ster ZLM Toer
  - Vencedor d'una etapa a la Volta a la Gran Bretanya
  - Vencedor d'una etapa al Tour de Guangxi
- 2018
  - 1r a la Kuurne-Brussel·les-Kuurne
  - 1r a la Veenendaal-Veenendaal Classic
  - 1r al Campionat de Flandes
  - Vencedor d'una etapa al Tour de Dubai
  - Vencedor de 3 etapes a la Volta a Noruega
  - Vencedor de 2 etapes al Tour de França
  - Vencedor de 2 etapes a la Volta a l'Algarve
  - Vencedor d'una etapa a la París-Niça
  - Vencedor d'una etapa a la Volta a Eslovènia
  - Vencedor d'una etapa al Tour de Guangxi
- 2019
  - 1r als Tres dies de Bruges-De Panne
  - 1r a la Tacx Pro Classic
  - Vencedor d'una etapa a la Volta a la Comunitat Valenciana
  - Vencedor d'una etapa a la Volta a l'Algarve
  - Vencedor de 2 etapes a la París-Niça
  - Vencedor de 3 etapes als Quatre dies de Dunkerque
  - Vencedor de 2 etapes al Ster ZLM Toer
  - Vencedor d'una etapa del Tour de França
  - Vencedor de 3 etapes a la Volta a la Gran Bretanya
- 2020
  - Vencedor de 2 etapes a la Volta a la Comunitat Valenciana
  - Vencedor d'una etapa a l'UAE Tour
- 2021
  - Vencedor de 2 etapes al Tour de Valònia
  - Vencedor d'una etapa a la Volta a Dinamarca
- 2022
  - 1r a la Veenendaal-Veenendaal Classic
  - Vencedor de 2 etapes al Tour d'Aràbia Saudita
  - Vencedor d'una etapa de la Volta a Hongria
  - Vencedor d'una etapa de la Volta a Eslovènia
  - Vencedor d'una etapa al Tour de França
  - Vencedor d'una etapa a l'Arctic Race of Norway
- 2023
  - 1r a la Veenendaal-Veenendaal Classic
  - Vencedor d'una etapa al Tour d'Aràbia Saudita
  - Vencedor d'una etapa a l'UAE Tou
  - Vencedor d'una etapa de la Volta a Hongria
  - Vencedor de 2 etapes de la Volta a Eslovènia
- 2024
  -  Campió dels Països Baixos en ruta
  - 1r al Gran Premi València
  - 1r a la Volta a Limburg
  - Vencedor d'una etapa al Tour de França
  - Vencedor d'una etapa de la Volta a Eslovènia
- 2025
  - Vencedor d'una etapa a la Volta a Hongria
  - Vencedor de dues etapes a la Volta a Eslovènia

### Resultats al Tour de França
- 2016. 160è de la classificació general
- 2017. 156è de la classificació general. Vencedor d'una etapa
- 2018. Abandona (12a etapa). Vencedor de 2 etapes
- 2019. 145è de la classificació general. Vencedor d'una etapa
- 2022. 117è de la classificació general. Vencedor d'una etapa
- 2023. 137è de la classificació general
- 2024. 135è de la classificació general. Vencedor d'una etapa
- 2025. 150è de la classificació general

### Resultats al Giro d'Itàlia
- 2021. No surt (14a etapa)